# مت لاک‌وود
مت لاک‌وود (انگلیسی: Matt Lockwood؛ زادهٔ ۱۷ اکتبر ۱۹۷۶) بازیکن فوتبال اهل بریتانیا است.
از باشگاه‌هایی که در آن بازی کرده‌است می‌توان به باشگاه فوتبال ساتون یونایتد، باشگاه فوتبال بریستول راورز، باشگاه فوتبال ناتینگهام فارست، باشگاه فوتبال کولچستر یونایتد، باشگاه فوتبال کویینز پارک رنجرز، باشگاه فوتبال لیتون اورینت، باشگاه فوتبال داندی، باشگاه فوتبال بارنت، و باشگاه فوتبال داگنم و ردبریج اشاره کرد.